# 默哈拉杰根杰
默哈拉杰根杰（Maharajganj）是印度比哈尔邦錫萬縣的一个城镇。2001年总人口20,878。

## 人口
该地2001年总人口20,878人，其中男性10,529人，女性10,349人；0－6岁人口3,992人，其中男2,101人，女1,891人；识字率50.33%，其中男性为60.64%，女性为39.84%。